# The Mirror (film, 2014)
Pour les articles homonymes, voir The Mirror.
Pour plus de détails, voir Fiche technique et Distribution.
The Mirror est un film d'horreur britannique réalisé par Edward Boase et sorti en 2014.

## Fiche technique
- Titre original : The Mirror
- Réalisation : Edward Boase
- Musique : Of Mercia
- Dates de sortie : 
  - Royaume-Uni  : 8 septembre 2014
  - France : 2 novembre 2016

## Distribution
- Jemma Dallender : Jemma
- Joshua Dickinson : Matt
- Nate Fallows : Steve